# Miglieglia
Miglieglia är en ort och kommun  i distriktet Lugano i kantonen Ticino, Schweiz. Kommunen har 301 invånare (2023).